# Il gigante dell'Himalaya
Il gigante dell'Himalaya (Mighty Peking Man o Goliathon in inglese; cinese semplificato: 猩猩王, pinyin: Xing xing Wang) è un film di genere fantasy e avventuroso con elementi horror prodotto nel 1977 e diretto da Ho Meng-hua.  
Il film è stato originariamente distribuito negli Stati Uniti doppiato in inglese nel 1980 con il titolo Goliathon.
Fu realizzato in seguito al successo del remake di King Kong del 1976. 

## Trama
Un violento terremoto accompagna l'apparizione di un colossale gorilla tra i poveri villaggi alle pendici dell'Himalaya. L'impresario Lu Chang, avutane notizia, affida a Johnny Feldon l'incarico di catturare il mostro per trasportarlo ad Hong Kong dove intende esibirlo al pubblico. Nel corso della spedizione, però, Johnny viene abbandonato dai compagni e, solo ed indifeso, incontra il gigantesco animale che lo tramortisce. Una splendida ragazza selvaggia capace di farsi ubbidire dal gorilla, che ella chiama Utang, si prende cura del giovanotto.

## Produzione
Prodotto dallo studio Shaw Brothers, Il gigante dell'Himalaya aveva un budget di sei milioni di dollari di Hong Kong. Il film ha richiesto più di un anno per essere completato ed è stato girato a Mysore, in India. Le miniature sono state realizzate da Cosmo Productions, con modellini di auto, camion, elicotteri ed edifici realizzati dallo stesso Murase. Il design del personaggio Utam era costituito da una pelliccia marrone e originariamente aveva capelli bianchi. Per realizzare le riprese della scena in cima alla Jardine House, dove Utam esplode, tra un ciak e l'altro veniva versato sul tetto del gas pericolosamente infiammabile. In questa occasione, un manichino di peluche si è schiantato contro l'ufficio postale generale incendiando il set.

## Critica
Variety ha recensito una versione in lingua cantonese di 100 minuti del film affermando che si tratta di "un intrattenimento di evasione interessante se non unico realizzato a Hong Kong per il pubblico curioso di altri paesi" e "è un campo alto, in stile cinese e per questo motivo potrebbe farcela nei mercati meno esigenti". Nelle recensioni retrospettive, Roger Ebert ha assegnato al film tre stelle su quattro possibili in Chicago Sun-Times e, per inciso, ha effettivamente aggiornato la sua valutazione per il tematicamente simile Infra-Man:
»
(Roger Ebert)